# Wharton (Texas)
Wharton ist eine Stadt mit dem Status „City“ und Verwaltungssitz (County Seat) des Wharton County im US-Bundesstaat Texas. Das U.S. Census Bureau hat bei der Volkszählung 2020 eine Einwohnerzahl von 8.627 ermittelt.

## Geographie
Die Stadt liegt etwa 80 Kilometer südwestlich der Innenstadt von Houston. Der U.S. Highway 59 tangiert Wharton im Westen. Im Süden begrenzt der Colorado River den Ort.

## Geschichte
Benannt wurde der Ort nach William Harris Wharton und John Austin Wharton, zwei Brüdern, die während der texanischen Revolution eine entscheidende Bedeutung erlangten. Aufgrund des fruchtbaren Bodens ließen sich Siedler in der Gegend nieder und betrieben Landwirtschaft. Im Jahr 1846 wurde Wharton zur Provinzhauptstadt bestimmt.
Heute profitiert Wharton von der Anwesenheit der Provinzverwaltung und wird als Wohngegend für Pendler in die Metropole Houston geschätzt.

## Historische Gebäude
Viele Gebäude aus der Gründerzeit sind in der Liste der Einträge im National Register of Historic Places im Wharton County aufgeführt, darunter auch das Wharton County Courthouse.

## Demografische Daten
Im Jahr 2013 wurde eine Einwohnerzahl von 8756 Personen ermittelt. Das Durchschnittsalter lag zu diesem Zeitpunkt mit 34,8 Jahren in oberhalb des Wertes von Texas, der 30,8 Jahre betrug. Knapp 40 % der Einwohner werden den Hispanics zugerechnet.

## Söhne und Töchter der Stadt
- Samuel N. Alexander, Computerpionier
- George Farmer Burgess, Politiker
- Larry Dale, Bluessänger
- Horton Foote, Drehbuchautor
- Ed Kelly, Jazz-Pianist
- Dan Rather, Journalist
- Thunder Smith, Pianist
- Mac Sweeney, Politiker